# Guasones
Guasones（グアソネス）は、アルゼンチンのバンドグアソネスの最初のスタジオCDアルバム。
アルバムは1999年10月から11月にかけて、デルシエリートレコードスタジオでグアソネスとグスタボ・ガウブリによって録音およびミキシングされた。
歌詞の最も頻繁なテーマは抗議、孤独、愛と路上生活など。このディスクは、11のトラックと追加のテーマで構成されている。

## トラック
| 全作詞・作曲: ファクンド・ソト、ホセ・テデスコ、マキシ・ティムチシン。 |                                          |                                                        |                                                        |      |
| #                                                                      | タイトル                                 | 作詞                                                   | 作曲・編曲                                             | 時間 |
| 1.                                                                     | 「La Flaca Pili y el Negro Tomás」       | ファクンド・ソト、ホセ・テデスコ、マキシ・ティムチシン | ファクンド・ソト、ホセ・テデスコ、マキシ・ティムチシン | 6:50 |
| 2.                                                                     | 「Un Viento Fuerte Está Soplando」       | ファクンド・ソト、ホセ・テデスコ、マキシ・ティムチシン | ファクンド・ソト、ホセ・テデスコ、マキシ・ティムチシン | 3:48 |
| 3.                                                                     | 「Es Triste」                            | ファクンド・ソト、ホセ・テデスコ、マキシ・ティムチシン | ファクンド・ソト、ホセ・テデスコ、マキシ・ティムチシン | 4:32 |
| 4.                                                                     | 「Hombre del Sur」                       | ファクンド・ソト、ホセ・テデスコ、マキシ・ティムチシン | ファクンド・ソト、ホセ・テデスコ、マキシ・ティムチシン | 2:18 |
| 5.                                                                     | 「Tapado de Dolor」                      | ファクンド・ソト、ホセ・テデスコ、マキシ・ティムチシン | ファクンド・ソト、ホセ・テデスコ、マキシ・ティムチシン | 3:36 |
| 6.                                                                     | 「Si Supieras」                          | ファクンド・ソト、ホセ・テデスコ、マキシ・ティムチシン | ファクンド・ソト、ホセ・テデスコ、マキシ・ティムチシン | 5:19 |
| 7.                                                                     | 「Descuida Ma, Sólo Son Ratas」          | ファクンド・ソト、ホセ・テデスコ、マキシ・ティムチシン | ファクンド・ソト、ホセ・テデスコ、マキシ・ティムチシン | 3:19 |
| 8.                                                                     | 「Caballo Loco」                         | ファクンド・ソト、ホセ・テデスコ、マキシ・ティムチシン | ファクンド・ソト、ホセ・テデスコ、マキシ・ティムチシン | 3:54 |
| 9.                                                                     | 「Todos y Yo No」                        | ファクンド・ソト、ホセ・テデスコ、マキシ・ティムチシン | ファクンド・ソト、ホセ・テデスコ、マキシ・ティムチシン | 4:34 |
| 10.                                                                    | 「Una Gata en Barrio Norte」             | ファクンド・ソト、ホセ・テデスコ、マキシ・ティムチシン | ファクンド・ソト、ホセ・テデスコ、マキシ・ティムチシン | 4:20 |
| 11.                                                                    | 「Magdalena」                            | ファクンド・ソト、ホセ・テデスコ、マキシ・ティムチシン | ファクンド・ソト、ホセ・テデスコ、マキシ・ティムチシン | 4:15 |
| 12.                                                                    | 「Hombre de La Plata」(ボーナストラック) | ファクンド・ソト、ホセ・テデスコ、マキシ・ティムチシン | ファクンド・ソト、ホセ・テデスコ、マキシ・ティムチシン | 3:08 |
| 合計時間:                                                              | 合計時間:                                | 49:54                                                  |                                                        |      |

## ミュージシャン
- ファクンド・ソト：リードボーカル、ギター、ハーモニカ。
- エステバン・モンティ：ベース。
- ダミアン・セレドン：ドラム。
- マキシ・ティムチシン：ギター、バックボーカル。
- フェルナンド・ムト：パーカッション。[1]

## クレジットと個人
- グアソネス：プロデューサー、兼レコーダー。
- グスタボ・ガウブリ：エンジニア、ミックス、プロデューサー。
- 録音場所：Estudio Movil Del Cielito。[1]